# Mau Ramba
Mau Ramba is een bestuurslaag in het regentschap Oost-Soemba van de provincie Oost-Nusa Tenggara, Indonesië. Mau Ramba telt 503 inwoners (volkstelling 2010).